# Pascale Van Os
Pascale Van Os (geboren in 1987) is een Belgische dirigent .

## Biografie
Pascale Van Os, geboren in 1987, begon op negenjarige leeftijd met pianolessen aan de Academie van Herenthout. Twee jaar later begon ze met zingen en het jaar daarop met vioolspelen.
Ze zette haar muzikale opleiding voort aan het Koninklijk Conservatorium van Antwerpen, waar ze piano studeerde bij Levente Kende, Heidi Hendrickx en Nikolaas Kende, en viool als bijinstrument bij Dirk Verelst, Vegard Nilsen en Guido De Neve.
Vervolgens behaalde zij twee masters met grote onderscheiding: een masterdiploma koordirectie in 2013, in de klas van Luc Anthonis en Geert Hendrix, en vervolgens een masterdiploma orkestdirectie in 2014, in de klas van Ivo Venkov en Koen Kessels. Ook vervolmaakte ze zich in koordirectie bij Vic Nees en Michael Scheck.
In 2011 won Pascale Van Os de door Klara georganiseerde dirigentenwedstrijd, waarbij ze de Belgische Kamerfilharmonie dirigeerde tijdens een live-uitzending.
In 2021 ontving ze de Ernest Van der Eyckenprijs, een prijs voor veelbelovende jonge chefs.
In april 2021 werd Pascale Van Os samen met de Britse Ellie Slorach geselecteerd om Gergely Madaras te assisteren bij het dirigeren van het Koninklijk Filharmonisch Orkest van Luik voor het seizoen 2021-2022  ,  ,  .
Daarna ontwikkelde zij een actieve carrière als gastdirigent bij talrijke ensembles, waaronder het Antwerp Symphony Orchestra, het Orchester Philharmonique Royal de Liège, de Vlaamse Kamerfilharmonie, het Philharmonisch Orkest van Vlaanderen, het Orchester de Picardie, het Orquesta de Cámara del Municipal de Santiago, het KLK Symphony Orchestra, het Lviv Philharmonic Orchestra, het Rousse Philharmonic Orchestra en het Elbląg Chamber Orchestra.
In 2022 dirigeerde ze Verdi's Requiem in het Paleis voor Schone Kunsten in Brussel (Bozar), op uitnodiging van de vereniging À Cœur Joie. Datzelfde jaar kreeg ze een eervolle vermelding tijdens het internationale concours Vienna New Year's Concert .
In 2023 won Pascale Van Os drie belangrijke onderscheidingen op de International Dirigentenwedstrijd Opéra de Baugé 2023 : de Eerste Prijs, de Orkestprijs en de Publieksprijs. Ook won ze de tweede prijs bij de New York Classical Music Competition .
Zij is chef-dirigent van verschillende ensembles: de Flemish Chamber Philharmonic, het Virago Symphonic Orchestra, Stringendo en het Symfonisch Orkest Artemis .